# ファミリーギャング
ファミリーギャング（FAMILY GANG）は、シュン、ヨージ、ヒーによる日本のスリーピースバンド。
メンバーは全員、岡山県津山市出身（うち二人は高専の同級生）。

## メンバー
- シュン
  - ボーカル担当。
  - A型さそり座。
- ヨージ
  - ベース担当。
  - O型さそり座。
- ヒー
  - ギター担当。
  - O型さそり座。

## 来歴
- 2006年4月 - 嘉門達夫のナリキン投稿天国に初回から楽曲を投稿。

投稿曲「グッドモーニング神様」が携帯着ウタランキング1位を維持。
- 2006年11月22日 - メジャーデビュー

アルバム「サンキューPOPミュージック」リリース
シングル「冬のうた」リリース
- 2007年2月21日 - 1st Maxiシングル「月とキミとボク」リリース
- 2007年3月16日 - 東京都渋谷区のライブハウスで初のワンマンライブ開催。
- 2007年11月に解散を発表。

## 出演
- パソコンテレビGyaOジョッキー「嘉門達夫・ファミリーギャングの裏ナリ天！」

　　　毎週木曜 22:00～23:00　生出演中。（オンデマンド有）
- インターネットテレビcasTYのブロードバンド放送コンテンツ「ひかり荘」

　　　毎週水曜 19:00～22:00 か 22:00～25:00（隔週交代）で生出演中。
　　　再放送は、毎週金曜 20:00～ と 日曜17:00～ の2回。
- インターネットラジオサイト「OTONaMazu(オトナマズ)」

　　　毎週金曜 24:00～24:30 「ファミリーギャングのキンチョーするわ！」配信中。
- ケータイラジオどこでもUSEN「オリコンラジオ」にて

　　　「ファミリーギャングのどこでも連れてって！」配信中。
　　　毎週月曜更新。

## ディスコグラフィー
- 冬のうた
- サンキューPOPミュージック
- 月とキミとボク（DXCL-2018） 映画「イヌゴエ 幸せの肉球」主題歌